# Toyota F1
Panasonic Toyota Racing là một đội Công thức 1 cũ thuộc sở hữu của nhà sản xuất ô tô Nhật Bản Toyota và có trụ sở tại Köln, Đức. Toyota công bố kế hoạch tham gia Công thức 1 vào mùa giải năm 1999 và sau khi thử nghiệm rộng rãi với chiếc xe đầu tiên của họ với cái tên TF101, đội đã ra mắt lần đầu vào năm 2002. Đội mới phát triển từ công ty Toyota Motorsport GmbH lâu đời của Toyota. Mặc dù có một điểm trong chặng đua đầu tiên của đội, Toyota chưa bao giờ giành được chiến thắng nào. Thành tích tốt nhất của họ là vị trí thứ hai, vị trí mà họ đã đạt được năm lần. Toyota đã bị chỉ trích vì sự thiếu thành công của họ vì họ chưa bao giờ giành được một chiến thắng với một trong những giải đua có ngân sách lớn nhất cùng với việc trở thành nhà sản xuất ô tô lớn nhất thế giới. Toyota là một đội được tài trợ tốt, nhưng thành tích không bao giờ mạnh mẽ lâu dài.
Vào ngày 4 tháng 11 năm 2009, Toyota tuyên bố rút lui ngay lập tức khỏi Công thức 1 và chấm dứt sự tham gia ở Công thức 1 sau 8 mùa giải liên tiếp.

## Lịch sử

### 2002: Mùa giải yếu kém đầu tiên của đội
Toyota F1 chính thức ra mắt Công thức 1 vào năm 2002 với Allan McNish và Mika Salo lái chiếc xe Toyota TF102 do Gustav Brunner thiết kế. Mặc dù đội có một trong những ngân sách lớn nhất trong Công thức 1, Toyota chỉ ghi được hai điểm trong cả năm. Họ đã lấy được điểm trong chặng đua đầu tiên ở Úc khi một nửa các tay đua bỏ cuộc do một tai nạn ở vòng cua đầu tiên do Ralf Schumacher va chạm với Rubens Barrichello. Đội cũng đã có thể đã ghi được điểm trong chặng đua tiếp theo ở Malaysia, nhưng xe của Salo đã bị chập điện và đội đã lóng ngóng trong lúc đổi lốp ở làn pit cho McNish. Do đó, McNish đã về đích ở vị trí thứ 7 sau Felipe Massa của Sauber. Tại giải đua ô tô Công thức 1 Brasil, chặng đua thứ ba của mùa giải, Toyota đã ghi điểm lần thứ hai bởi Mika Salo. McNish đã phải chịu đựng một vụ tai nạn nghiêm trọng trong buổi luyện tập tự do ở giải đua ô tô Công thức 1 Nhật Bản vào cuối mùa giải và đã phải bỏ lỡ cuộc đua vì lời khuyên y tế. Vào cuối mùa giải, McNish và Salo đều phải rời đội cho mùa giải năm 2003.

### 2003
Đối với mùa giải 2003, Toyota đã ký hợp đồng với tay đua người Brasil Cristiano da Matta, người đã vô địch giải ChampCar của Mỹ và cựu tay đua người Pháp Olivier Panis từ đội BAR để đảm nhận vai trò tay đua chính từ Salo và McNish. Đội đã giành được một số điểm về đích trong mùa giải. Đỉnh cao của mùa giải bao gồm đua ở hai vị trí dẫn đầu ở giải đua ô tô Công thức 1 Anh nhờ đổi lốp khi xe an toàn đi vào trở lại và Panis xuất phát ở vị trí thứ ba tại giải đua ô tô Công thức 1 Hoa Kỳ. Vào cuối mùa giải, đội đã giành được 16 điểm. Mùa giải này là một sự cải thiện so với mùa giải trước, nhưng đội vẫn chỉ đứng thứ 8 trong BXH các đội đua trước Jordan Grand Prix và Minardi.

### 2004

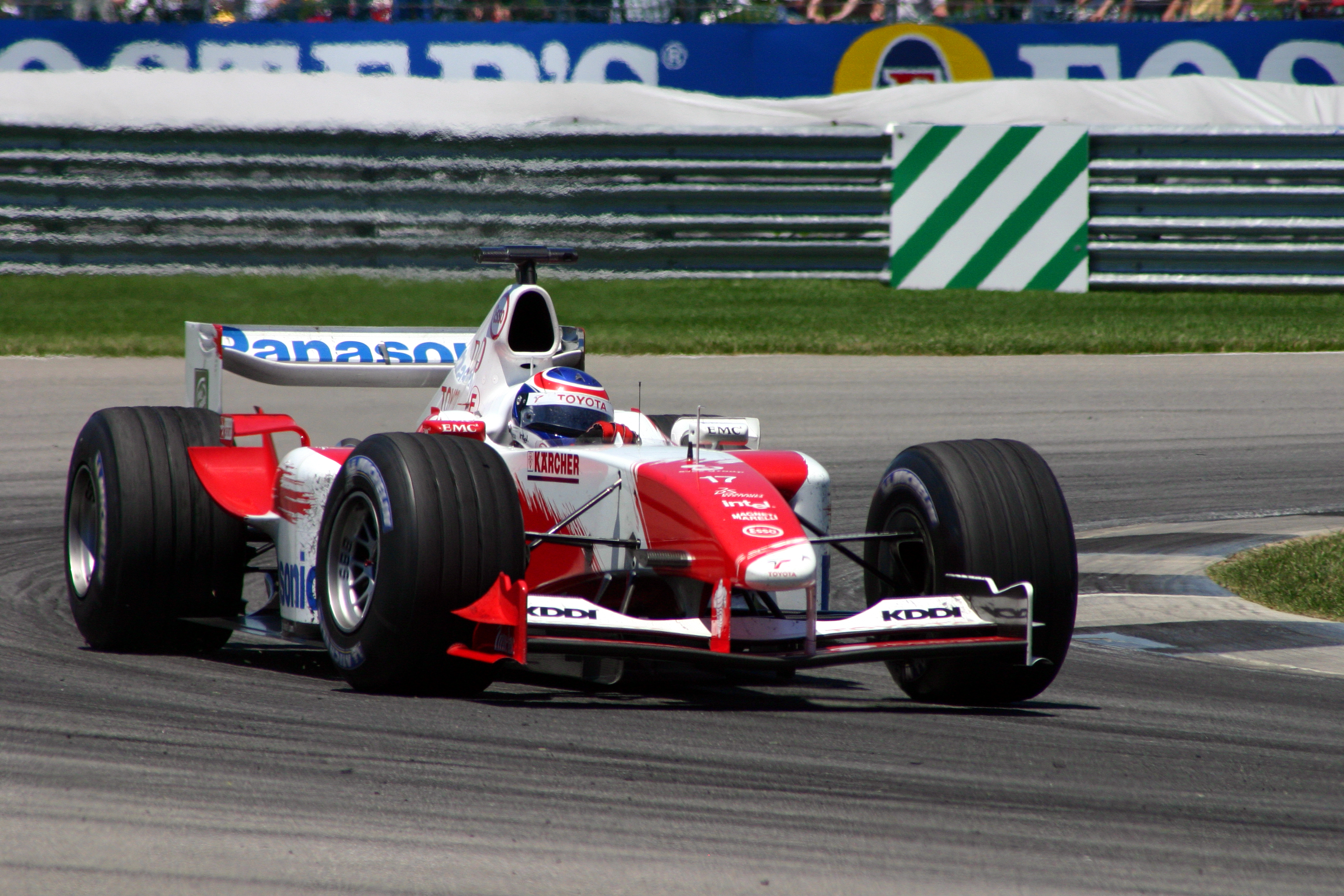
Olivier Panis ở giải đua ô tô Công thức 1 Hoa Kỳ 2004 ở trường đua Indianapolis

Toyota đã giữ lại cặp tay đua của họ vào mùa giải năm 2004, nhưng mùa giải đã tỏ ra một cách khó khăn. Cả hai tay đua Toyota (cùng với tay đua của đội đua Williams) đều bị loại khỏi giải đua ô tô Công thức 1 Canada vì sử dụng các bộ phận bất hợp pháp. Sau kết quả đáng thất vọng của Cristiano da Matta, anh ta đã rời đội sau giải đua ô tô Công thức 1 Đức và được thay thế bởi đồng nghiệp và người đồng huơng Ricardo Zonta, tay đua thứ ba của đội. Zonta đã đua cho Toyota trong bốn chặng đua tiếp theo trước khi được thay thế bởi tay đua người Ý Jarno Trulli, người đã rời đội Renault. Trong khi đó, Panis đã tuyên bố từ giã công thức 1 và rút lui trước chặng đua cuối cùng của mùa giải ở Brasil để cho phép Zonta tham gia cuộc đua tại quê nhà của anh ta. Cả Trulli và Zonta đều không ghi điểm cho đội trong các cuộc đua cuối cùng của mùa giải mặc dù Trulli đã vượt qua vòng phân hạng tốt ở cả hai chặng đua mà anh ta đã tham gia. Toyota đã mời cựu kỹ sư của đội Jordan Grand Prix và Renault Mike Gascoyne vào đầu năm để giám sát quá trình phát triển chiếc xe. Đội chỉ ghi được hơn một nửa số điểm mà họ ghi được vào năm 2003 nhưng đã cân bằng thành tích tốt nhất của họ ở vị trí thứ 5 tại giải đua ô tô Công thức 1 Hoa Kỳ với Panis và đội đã tiếp tục duy trì vị trí thứ 8 trong bảng xếp hạng các đội đua.
Vào mùa giải năm 2004, đội đã để lại vết nhơ trong suốt thời gian thi đấu ở Công thức 1 vì đã bị buộc tội gián điệp trong vụ đánh cắp dữ liệu từ Scuderia Ferrari. Đây là mùa giải tiếp theo mà nhiều người hâm mộ Công thức 1 đã nhận xét về những điểm tương đồng của Toyota TF104 với Ferrari F2003-GA. Luật sư quận của Cologne dẫn đầu cuộc điều tra đã cho biết: "Đó là một lượng tài liệu khổng lồ. Chúng tôi cần hơn 10 nghìn trang để in mọi thứ". Câu nói đó liên quan đến số lượng tài liệu được tạo ra trong thiết kế của bất kỳ xe Công thức 1 hiện đại. Toyota đã từ chối gửi dữ liệu trở lại Ý vì họ không muốn Ferrari lợi dụng dữ liệu của chính họ vì các dữ liệu đó đã bị trộn lẫn với dữ liệu của Ferrari.

### 2005: Mùa giải thành công nhất của đội

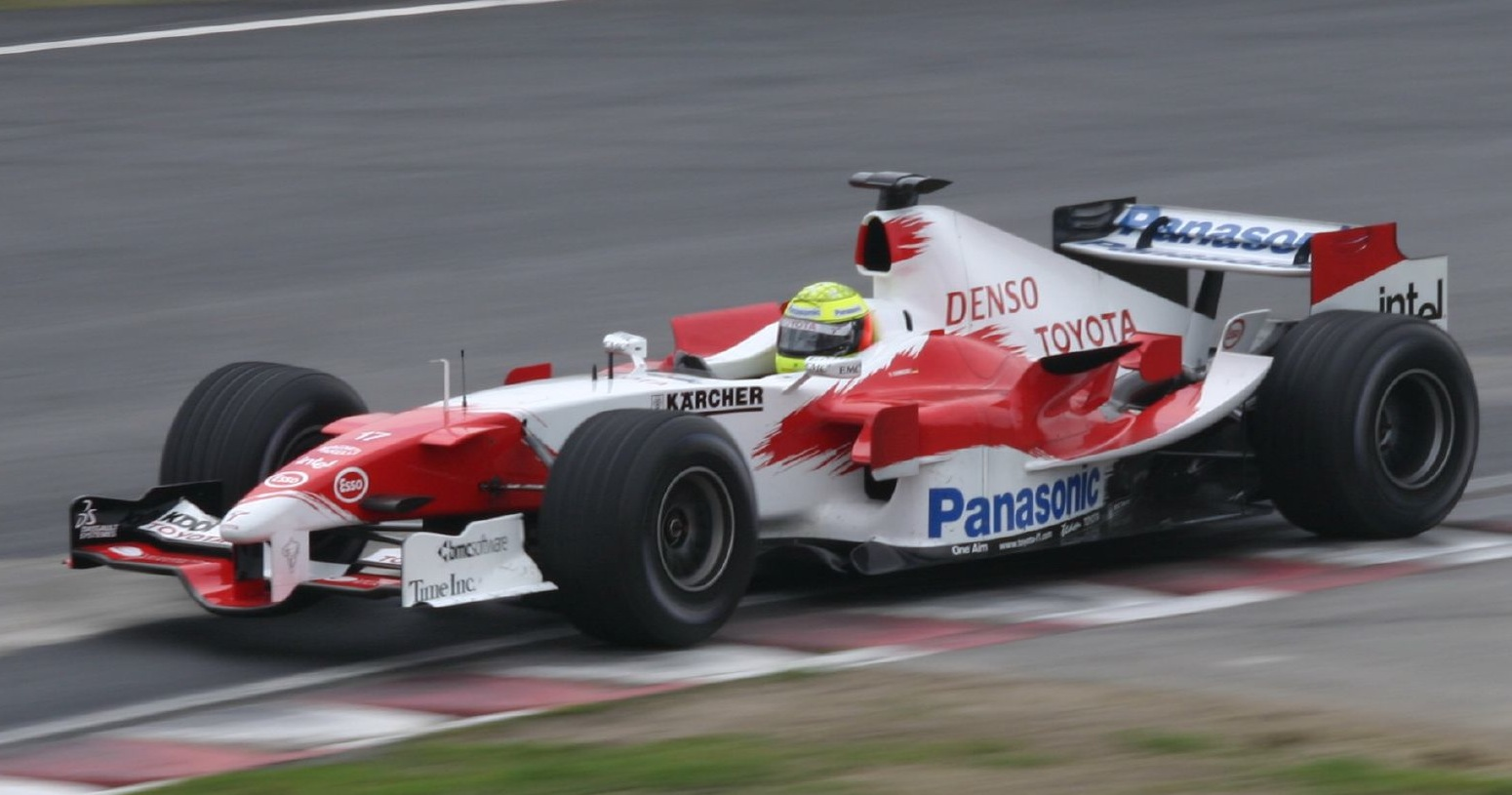
Ralf Schumacher ở giải đua ô tô Công thức 1 Canada 2005

Năm 2005 chứng kiến sự cải thiện về vận may của Toyota. Đội đã giữ lại Trulli trong mùa giải nhưng thay thế Zonta bằng tay đua người Đức Ralf Schumacher từ Williams. Trong buổi ra mắt chiếc xe năm 2005 của đội, chiếc TF105, Schumacher nói rằng cơ hội giành được chức vô địch Công thức 1 ủa ông ta tại Toyota là cao hơn so với thời gian ở Williams. Đồng thời, đội cũng đã cung cấp động cơ Toyota cho đội Jordan.
Toyota đã khởi đầu mùa giải một cách mạnh mẽ, với Jarno Trulli xuất phát thứ nhì ở chặng đua mở màn ở Úc và về nhì ở hai chặng đua tiếp theo ở Malaysia và Bahrain. Tiếp theo đó, Trulli lên bục podium một lần nữa trên bục podium với vị trí thứ 3 ở Tây Ban Nha và Ralf Schumacher leo lên bục podium cho đội với vị trí thứ 3 tại các chặng đua ở Hungary và Trung Quốc và một vị trí pole tại giải đua ô tô Công thức 1 Nhật Bản. Mùa giải 2005 là mùa giải thành công nhất của Toyota trong lịch sử của đội khi ghi điểm trong tất cả trừ chặng đua mở màn và giải đua ô tô Công thức 1 Hoa Kỳ gây tranh cãi, nơi Trulli vượt qua vòng phân hạng ở vị trí pole nhưng đã bỏ cuộc trước khi bắt đầu cuộc đua giống như tất cả các tay đua và đội đua sử dụng lốp Michelin.

### 2006

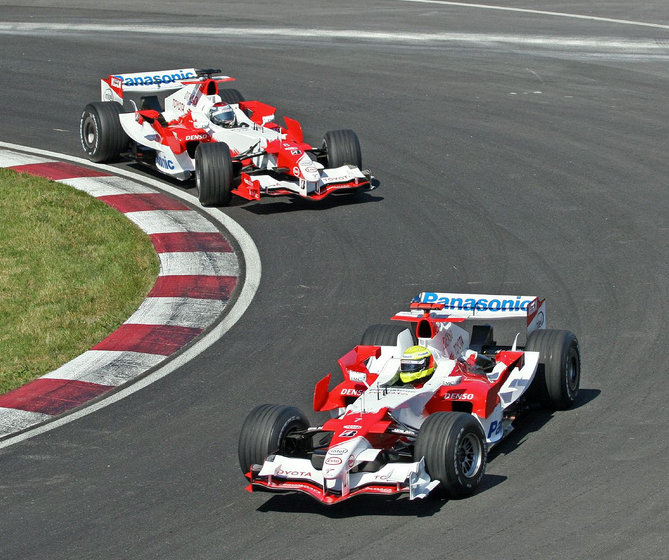
Đội Toyota ở giải đua ô tô Công thức 1 Canada 2006

Toyota vẫn giữ nguyên Trulli và Schumacher vào năm 2006. Đội đã ra mắt chiếc xe đua sớm nhất trong tất cả các đội và điều đó là một động thái nhằm tạo lợi thế so với các đối thủ nhưng độ bền bỉ của chiếc xe TF106 trong buổi thử nghiệm chỉ ở mức trung bình. Vị trí thứ 3 của Ralf Schumacher ở Úc là kết quả tốt nhất của Toyota trong năm 2006. Trulli đã gần như có thể lên bục podium khác ở Monaco nhưng động cơ trong chiếc xe của anh ta bị hỏng trong giai đoạn cuối của cuộc đua. Ralf về thứ 6 tại giải đua ô tô Công thức 1 Hungary và đó là kết quả quan trọng duy nhất khác của đội. Jarno Trulli gặp một vấn đề nhỏ và đã đi chệch tốc độ trong chặng đua trên sân nhà của đội ở Nhật Bản khiến đồng đội Ralf Schumacher không thể giành kết quả tốt tiếp theo. Trong cuộc đua cuối cùng, giải đua ô tô Công thức 1 Brasil, cả hai tay đua đều bỏ cuộc ở những vòng đầu do lỗi hệ thống treo lốp.
Bất chấp những thất bại này, đội đã có thành tích tốt thứ hai trong lịch sử của họ, ghi được 35 điểm và cán đích ở vị trí thứ sáu trên bảng xếp hạng các đội đua, kém BMW Sauber một điểm. Toyota đã gây bất ngờ khi sa thải Mike Gascoyne từ bộ phận kỹ thuật của họ sau cuộc đua ở Melbourne, đặc biệt là khi ông đã góp phần nâng cao khả năng cạnh tranh của họ trong mùa giải 2005 trước đó. Tuy nhiên, thành tích kém cỏi của chiếc xe TF106 trong hai chặng đua mở màn của mùa giải đã dẫn đến bất đồng về hướng kỹ thuật của đội. Gascoyne đã không thích cách điều hành của ban quản lý đội trong khi ban quản lý đội không ấn tượng với chiếc xe TF106 mà Gascoyne đã sản xuất.

### 2007

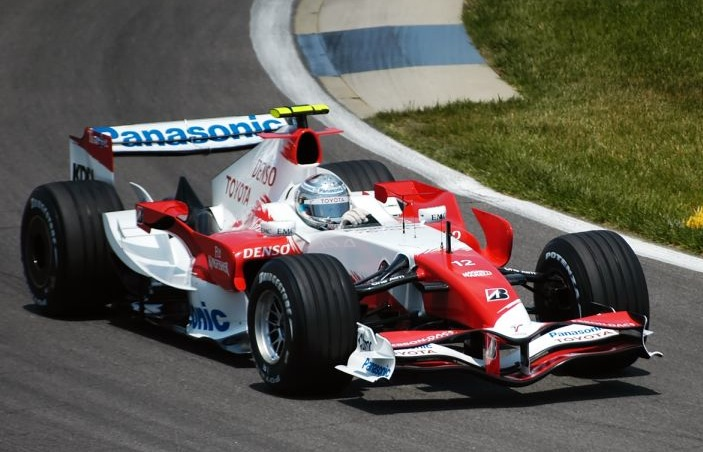
Jarno Trulli ở giải đua ô tô Công thức 1 Hoa Kỳ 2007

Trulli và Schumacher được Toyota giữ lại cho năm 2007. Chiếc xe đua Toyota TF107 được chính thức ra mắt vào ngày 12 tháng 1 năm 2007 tại Köln, Đức. Toyota bắt đầu buổi thử nghiệm mùa đông của đội tại Valencia vào ngày 29 tháng 1 năm 2007. Trong mùa giải này, đội đã cung cấp động cơ cho đội Midland F1 và cựu vô địch các đội đua Williams, đội trước đây đã sử dụng động cơ Cosworth với hiệu suất kém hơn.
Ralf Schumacher đã ghi điểm đầu tiên trong mùa giải cho đội với vị trí thứ 8 trong chặng đua mở màn của mùa giải, giải đua ô tô Công thức 1 Úc. Jarno Trulli ghi được hai điểm trong mỗi hai cuộc đua tiếp theo sau khi về đích thứ 7 ở Malaysia và Bahrain. Ngược lại, Schumacher gặp khó khăn trong các cuộc đua đó vì về đích thấp hơn vị trí thứ 12. Trong thời gian nghỉ bốn tuần sau vòng thứ ba, Toyota đã thử nghiệm tại trường đua Circuit de Catalunya và họ đã có những cải tiến. Chủ tịch đội John Howett cho biết Toyota đang tìm cách đánh bại đội xếp thứ ba là BMW Sauber trong bảng xếp hạng các đội đua. Tuy nhiên, đội đã không ghi được điểm nào trong hai chặng đua tiếp theo.
Giải đua ô tô Công thức 1 Canada đã kết thúc cơn khát về điểm của họ. Ralf Schumacher đã ghi được một điểm khi đứng thứ 8 và tại chặng đua tiếp theo tại trường đua Indianapolis, Trulli đã về đích ở vị trí thứ 6. Trong khi đó, Schumacher đã tham gia vào một pha va chạm với David Coulthard và Rubens Barrichello ở vòng cua đầu tiên. Vì một loạt các sự cố, đội đã không ghi được điểm nào cho đến giải đua ô tô Công thức 1 Hungary. Tại chặng đua đó, Schumacher ghi được 3 điểm sau khi vượt qua vòng phân hạng ở vị trí thứ 5 và về đích thứ 6. Vào ngày 1 tháng 10, Schumacher thông báo rằng ông sẽ rời Toyota vào cuối mùa giải 2007 cho một thử thách mới dù chưa được đề nghị một hợp đồng mới nào. Toyota đã kết thúc mùa giải với vị trí thứ 8 tại Interlagos cho Jarno Trulli.
Tổng cộng, đội đã ghi 13 điểm, tổng số điểm thấp nhất của đội kể từ năm 2004 và ít hơn mọi số điểm họ đạt được trong mùa giải thứ hai. Đội thừa nhận đã không đạt được mục đích trước mùa giải và quyết định sẽ có một chiếc xe hoàn toàn khác cho năm 2008.

### 2008
Jarno Trulli đã được giữ lại cho mùa giải này nhưng Toyota đã thay thế Ralf Schumacher bằng đương kim vô địch giải đua GP2 Series Timo Glock cho mùa giải 2008. Chiếc xe mới của đội, Toyota TF108, đã được ra mắt vào ngày 10 tháng 1 năm 2008.
Đội đã lấy được điểm đầu tiên ở giải đua ô tô Công thức 1 Malaysia, nơi Jarno Trulli vượt qua vòng phân hạng ở vị trí thứ 5 (mặc dù được thăng lên vị trí thứ 3 sau khi cả hai tay đua McLaren bị phạt) và tiếp tục về đích ở vị trí thứ 4. Trulli đã tiếp tục lấy điểm với vị trí thứ 6 trong chặng đua tiếp theo ở Bahrain và sau đó là vị trí thứ 8 ở Tây Ban Nha sau một số rắc rối cuối cuộc đua. Sau khi bỏ cuộc ở hai chặng đua đầu tiên, Timo Glock đã giành được vị trí thứ 4 và 5 điểm cho Toyota tại giải đua ô tô Công thức 1 Canada, ngoài ra 3 điểm của Trulli đã đưa Toyota lên vị trí thứ 5 trên bảng xếp hạng các đội đua. Tiếp theo, đội đã lấy được nhiều điểm hơn ở giải đua ô tô Công thức 1 Pháp, nơi Trulli đã cố gắng cầm chân Heikki Kovalainen ở vòng cuối để giành vị trí thứ 3. Đây là lần đầu tiên Toyota lên bục podium sau hơn hai năm. Trulli tưởng nhớ lần lên bục podium này cho ông chủ cũ của đội, Ove Andersson, người đã qua đời một tuần trước cuộc đua sau một tai nạn.

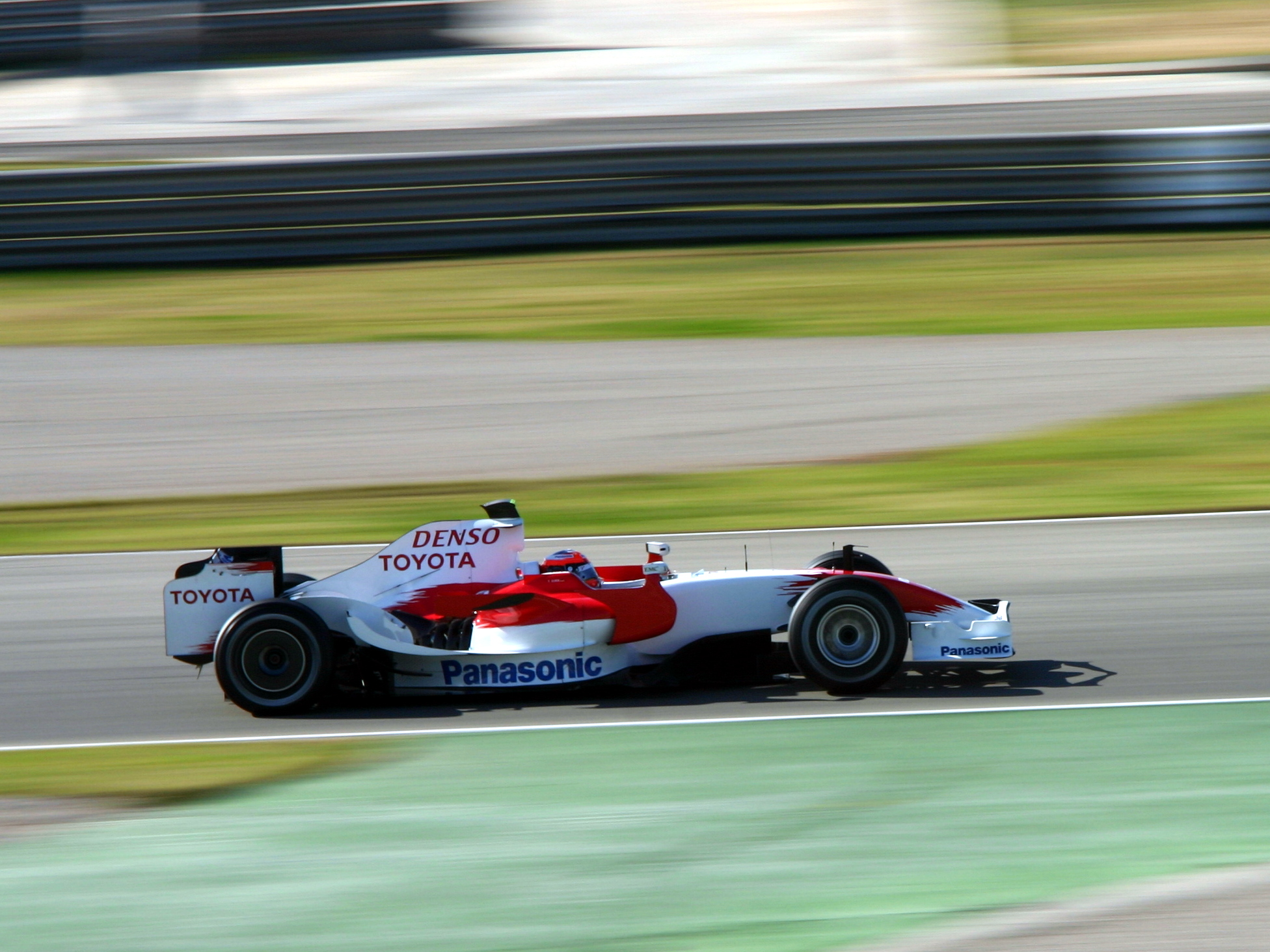
Timo Glock vào mùa giải năm 2008

Trulli đã tiếp tục ghi điểm ở giải đua ô tô Công thức 1 Anh nhưng cả Glock lẫn Trulli đã không ghi được điểm nào ở giải đua ô tô Công thức 1 Đức mặc dù có thành tích mạnh mẽ. Vận may của đội đã đến ở giải đua ô tô Công thức 1 Hungary nơi Glock đã có một vòng phân hạng tốt dẫn đến vị trí thứ hai trong cuộc đua, mang lại cho anh ấy lần lên bục podium trong sự nghiệp Công thức 1 đầu tiên của mình và chiếc bục podium thứ hai của Toyota trong mùa giải này. Tại chặng đua tiếp theo ở Valencia, Jarno Trulli đã cán đích ở vị trí thứ 5 trong khi đồng đội Glock đã leo lên vị trí thứ 7. Kết quả này giúp Toyota dẫn trước Renault 10 điểm trong bảng xếp hạng các đội đua. Tại chặng đua tiếp theo ở Bỉ, Trulli đã gặp khó khăn khi chỉ có thể về đích ở vị trí thứ 16 do hộp số của anh bị hỏng sau khi va chạm với Sébastien Bourdais của đội Scuderia Toro Rosso ở vòng đầu tiên. Mặt khác, Timo Glock cũng gặp không may như Trulli cho đến vài vòng trước khi kết thúc cuộc đua khi trời đổ mưa. Glock đã thay lốp ướt và có thể tăng lên vị trí thứ 8. Tuy nhiên, sau cuộc đua, Glock bị phạt 25 giây vì vượt qua Mark Webber dưới cờ vàng trong vòng cuối cùng của cuộc đua. Quả phạt đó đã đẩy Glock xuống vị trí thứ 9 và kết cục là anh ta đã không ghi đựoc điểm nào.
Tại giải đua ô tô Công thức 1 Ý, họ đã có một vòng phân hạng tốt: Trulli sẽ xuất phát ở vị trí thứ 7 và Glock thứ 9. Tuy nhiên, họ chỉ về đích thứ 11 và 13 trong cuộc đua. Tại Singapore, Toyota lại có một vòng phân hạng tốt, Glock thứ 8 và Trulli thứ 11. Thế nhưng, Trulli đã bỏ cuộc vì vấn đề về đường truyền nhưng Glock tiếp tục về đích ở vị trí thứ 4. Tại giải đua ô tô Công thức 1 Nhật Bản, Glock đã bỏ cuộc ở vòng 7 do lỗi cơ học sau khi đi qua phải mảnh vỡ từ vụ va chạm của David Coulthard. Tuy nhiên, Jarno Trulli đã thi đấu rất tốt khi về đích thứ 5 chung cuộc. Tại giải đua ô tô Công thức 1 Trung Quốc 2008, Trulli lại dính vào một sự cố với Sébastien Bourdais ở vòng 1 và anh ta phải bỏ cuộc một lần nữa. Trong khi đó, Glock vẫn duy trì thành tích mạnh mẽ vào cuối chặng đua này khi ghi được hai điểm sau khi về đích ở vị trí thứ 7.
Tại giải đua ô tô Công thức 1 Brasil 2008 đầy kịch tính, cả hai tay đua của Toyota đã sử dụng lốp khô trong cơn mưa xối xả ở giai đoạn cuối của cuộc đua và điều đó có một yếu tố quan trọng quyết định số phận của danh hiệu vô địch Công thức 1. Trulli đã vượt qua vòng phân hạng ở vị trí thứ 2 nhưng thành tích của anh và đồng đội Glock đều lần lượt mờ nhạt khi họ chỉ về đích ở vị trí thứ 6 và thứ 8. Trong cuộc đua đó, Glock đã nhường vị trí thứ 5 quan trọng cho Lewis Hamilton ở vòng đua cuối cùng và điều đó đủ để Lewis Hamilton giành chức vô địch Công thức 1 với một điểm cách biệt người chiến thắng cuộc đua Felipe Massa. Sau đó, Glock bác bỏ những tuyên bố về âm mưu rằng anh ta đã nhường vị trí cho Hamilton với lý do rằng anh ta đang vật lộn để bám trên bề mặt đường đua ướt và rằng anh ta hoàn toàn không thể làm gì được.
Toyota kết thúc năm 2008 với 56 điểm và đứng ở vị trí thứ 5 trong bảng xếp hạng các đội đua. Mùa giải này đã là một sự cải thiện đáng kể so với năm 2007.

### 2009

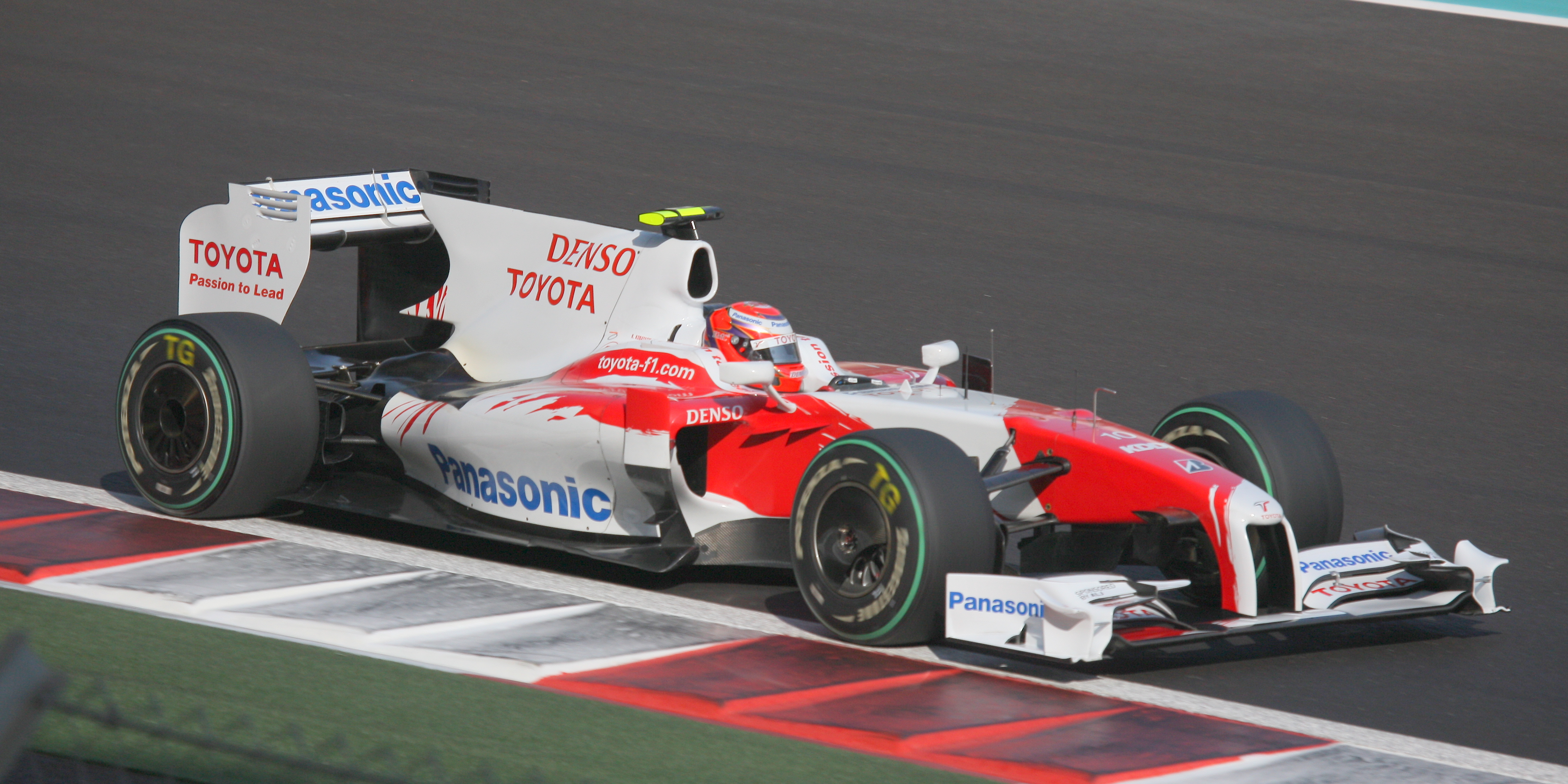
Kamui Kobayashi ở giải đua ô tô Công thức 1 Abu Dhabi 2009, nơi anh lấy được điểm đầu tiên trong sự nghiệp Công thức 1 của mình.

Toyota đã giữ lại cả Glock và Trulli cho năm 2009 và chiếc xe đua trong mùa giải của họ tên là TF109.
Đội đã bắt đầu mùa giải cực kỳ tốt và đã ghi điểm trong bốn chặng đua đầu tiên (bao gồm ba lần lên bục podium) cùng với một vị trí pole ở Bahrain. Kết quả mạnh mẽ ban đầu một phần là do lỗ hổng trong các quy định kỹ thuật mới vì Toyota là một trong ba đội duy nhất bắt đầu mùa giải với thiết kế bộ máy khuếch "tán kép". Tuy nhiên, thành tích của đội đã sa sút tại các chặng đua ở châu Âu của mùa giải. Trong chín chặng đua tiếp theo, Toyota chỉ cán đích năm lần ở vị trí tính điểm và đã bị cả Ferrari và McLaren vượt qua ở bảng xếp hạng các đội đua.
Thành tích của đội đã tốt hơn vào cuối mùa giải khi đội giành được hai bục podium khác ở Singapore và Nhật Bản và giành vị trí thứ 5 ở bảng xếp hạng các tay đua mặc dù không có chiến thắng nào cả. Glock bị thương trong một vụ va chạm trong vòng phân hạng của giải đua ô tô Công thức 1 Nhật Bản và được thay thế trong hai chặng đua cuối cùng của mùa giải bởi tay đua dự bị và thử nghiệm người Nhật Kamui Kobayashi.
Do tổn thất tài chính đầu tiên của công ty mẹ vào năm 2009, Toyota đã quyết định rút khỏi Công thức 1 ngay lập tức vào ngày 4 tháng 11 năm 2009.

## Thống kê tổng thể
| Mùa giải | Xe đua       | Động cơ        | Hãng lốp xe | Tay đua            | 1   | 2   | 3   | 4   | 5   | 6   | 7   | 8   | 9    | 10  | 11  | 12  | 13  | 14  | 15  | 16  | 17  | 18  | 19  | Tổng điểm | Vị trí trong BXH |
| -------- | ------------ | -------------- | ----------- | ------------------ | --- | --- | --- | --- | --- | --- | --- | --- | ---- | --- | --- | --- | --- | --- | --- | --- | --- | --- | --- | --------- | ---------------- |
| 2002     | TF102        | RVX-02 3.0 V10 | M           |                    | AUS | MAL | BRA | SMR | ESP | AUT | MON | CAN | EUR  | GBR | FRA | GER | HUN | BEL | ITA | USA | JPN |     |     | 2         | 10               |
| 2002     | TF102        | RVX-02 3.0 V10 | M           | Mika Salo          | 6   | 12  | 6   | Ret | 9   | 8   | Ret | Ret | Ret  | Ret | Ret | 9   | 15  | 7   | 11  | 14  | 8   |     |     | 2         | 10               |
| 2002     | TF102        | RVX-02 3.0 V10 | M           | Allan McNish       | Ret | 7   | Ret | Ret | 8   | 9   | Ret | Ret | 14   | Ret | 11† | Ret | 14  | 9   | Ret | 15  | DNS |     |     | 2         | 10               |
| 2003     | TF103        | RVX-03 3.0 V10 | M           |                    | AUS | MAL | BRA | SMR | ESP | AUT | MON | CAN | EUR  | FRA | GBR | GER | HUN | ITA | USA | JPN |     |     |     | 16        | 8                |
| 2003     | TF103        | RVX-03 3.0 V10 | M           | Olivier Panis      | Ret | Ret | Ret | 9   | Ret | Ret | 13  | 8   | Ret  | 8   | 11  | 5   | Ret | Ret | Ret | 10  |     |     |     | 16        | 8                |
| 2003     | TF103        | RVX-03 3.0 V10 | M           | Cristiano da Matta | Ret | 11  | 10  | 12  | 6   | 10  | 9   | 11† | Ret  | 11  | 7   | 6   | 11  | Ret | 9   | 7   |     |     |     | 16        | 8                |
| 2004     | TF104 TF104B | RVX-04 3.0 V10 | M           |                    | AUS | MAL | BHR | SMR | ESP | MON | EUR | CAN | USA  | FRA | GBR | GER | HUN | BEL | ITA | CHN | JPN | BRA |     | 9         | 8                |
| 2004     | TF104 TF104B | RVX-04 3.0 V10 | M           | Cristiano da Matta | 12  | 9   | 10  | Ret | 13  | 6   | Ret | DSQ | Ret  | 14  | 13  | Ret |     |     |     |     |     |     |     | 9         | 8                |
| 2004     | TF104 TF104B | RVX-04 3.0 V10 | M           | Ricardo Zonta      |     |     |     |     |     |     |     |     |      |     |     |     | Ret | 10† | 11  | Ret |     | 13  |     | 9         | 8                |
| 2004     | TF104 TF104B | RVX-04 3.0 V10 | M           | Jarno Trulli       |     |     |     |     |     |     |     |     |      |     |     |     |     |     |     |     | 11  | 12  |     | 9         | 8                |
| 2004     | TF104 TF104B | RVX-04 3.0 V10 | M           | Olivier Panis      | 13  | 12  | 9   | 11  | Ret | 8   | 11  | DSQ | 5    | 15  | Ret | 14  | 11  | 8   | Ret | 14  | 14  |     |     | 9         | 8                |
| 2005     | TF105 TF105B | RVX-05 3.0 V10 | M           |                    | AUS | MAL | BHR | SMR | ESP | MON | EUR | CAN | USA  | FRA | GBR | GER | HUN | TUR | ITA | BEL | BRA | JPN | CHN | 88        | 4                |
| 2005     | TF105 TF105B | RVX-05 3.0 V10 | M           | Jarno Trulli       | 9   | 2   | 2   | 5   | 3   | 10  | 8   | Ret | DNSP | 5   | 9   | 14† | 4   | 6   | 5   | Ret | 13† | Ret | 15  | 88        | 4                |
| 2005     | TF105 TF105B | RVX-05 3.0 V10 | M           | Ralf Schumacher    | 12  | 5   | 4   | 9   | 4   | 6   | Ret | 6   | WD   | 7   | 8   | 6   | 3   | 12  | 6   | 7F  | 8   | 8P  | 3   | 88        | 4                |
| 2005     | TF105 TF105B | RVX-05 3.0 V10 | M           | Ricardo Zonta      |     |     |     |     |     |     |     |     | DNS  |     |     |     |     |     |     |     |     |     |     | 88        | 4                |
| 2006     | TF106 TF106B | RVX-06 2.4 V8  | B           |                    | BHR | MAL | AUS | SMR | EUR | ESP | MON | GBR | CAN  | USA | FRA | GER | HUN | TUR | ITA | CHN | JPN | BRA |     | 35        | 6                |
| 2006     | TF106 TF106B | RVX-06 2.4 V8  | B           | Ralf Schumacher    | 14  | 8   | 3   | 9   | Ret | Ret | 8   | Ret | Ret  | Ret | 4   | 9   | 6   | 7   | 15  | Ret | 7   | Ret |     | 35        | 6                |
| 2006     | TF106 TF106B | RVX-06 2.4 V8  | B           | Jarno Trulli       | 16  | 9   | Ret | Ret | 9   | 10  | 17† | 11  | 6    | 4   | Ret | 7   | 12† | 9   | 7   | Ret | 6   | Ret |     | 35        | 6                |
| 2007     | TF107        | RVX-07 2.4 V8  | B           |                    | AUS | MAL | BHR | ESP | MON | CAN | USA | FRA | GBR  | EUR | HUN | TUR | ITA | BEL | JPN | CHN | BRA |     |     | 13        | 6                |
| 2007     | TF107        | RVX-07 2.4 V8  | B           | Ralf Schumacher    | 8   | 15  | 12  | Ret | 16  | 8   | Ret | 10  | Ret  | Ret | 6   | 12  | 15  | 10  | Ret | Ret | 11  |     |     | 13        | 6                |
| 2007     | TF107        | RVX-07 2.4 V8  | B           | Jarno Trulli       | 9   | 7   | 7   | Ret | 15  | Ret | 6   | Ret | Ret  | 13  | 10  | 16  | 11  | 11  | 13  | 13  | 8   |     |     | 13        | 6                |
| 2008     | TF108        | RVX-08 2.4 V8  | B           |                    | AUS | MAL | BHR | ESP | TUR | MON | CAN | FRA | GBR  | GER | HUN | EUR | BEL | ITA | SIN | JPN | CHN | BRA |     | 56        | 5                |
| 2008     | TF108        | RVX-08 2.4 V8  | B           | Jarno Trulli       | Ret | 4   | 6   | 8   | 10  | 13  | 6   | 3   | 7    | 9   | 7   | 5   | 16  | 13  | Ret | 5   | Ret | 8   |     | 56        | 5                |
| 2008     | TF108        | RVX-08 2.4 V8  | B           | Timo Glock         | Ret | Ret | 9   | 11  | 13  | 12  | 4   | 11  | 12   | Ret | 2   | 7   | 9   | 11  | 4   | Ret | 7   | 6   |     | 56        | 5                |
| 2009     | TF109        | RVX-09 2.4 V8  | B           |                    | AUS | MAL | CHN | BHR | ESP | MON | TUR | GBR | GER  | HUN | EUR | BEL | ITA | SIN | JPN | BRA | ABU |     |     | 59.5      | 5                |
| 2009     | TF109        | RVX-09 2.4 V8  | B           | Jarno Trulli       | 3   | 4‡  | Ret | 3PF | Ret | 13  | 4   | 7   | 17   | 8   | 13  | Ret | 14  | 12  | 2   | Ret | 7   |     |     | 59.5      | 5                |
| 2009     | TF109        | RVX-09 2.4 V8  | B           | Timo Glock         | 4   | 3‡  | 7   | 7   | 10  | 10  | 8   | 9   | 9    | 6   | 14F | 10  | 11  | 2   | DNS |     |     |     |     | 59.5      | 5                |
| 2009     | TF109        | RVX-09 2.4 V8  | B           | Kamui Kobayashi    |     |     |     |     |     |     |     |     |      |     |     |     |     |     |     | 9   | 6   |     |     | 59.5      | 5                |

Chú thích:
- † Tay đua không hoàn thành chặng đua nhưng được xếp hạng vi đã hoàn thành hơn 90% của chặng đua.
- ‡ Nửa số điểm được áp dụng vì ít hơn 75% của chặng đua đã được hoàn thành.

Chú thích cho bảng điểm trên:
| Chú thích                | Chú thích                                |
| Màu                      | Ý nghĩa                                  |
| ------------------------ | ---------------------------------------- |
| Vàng                     | Chiến thắng                              |
| Bạc                      | Hạng 2                                   |
| Đồng                     | Hạng 3                                   |
| Xanh lá                  | Các vị trí ghi điểm khác                 |
| Xanh dương               | Được xếp hạng                            |
| Xanh dương               | Không xếp hạng, có hoàn thành (NC)       |
| Tím                      | Không xếp hạng, bỏ cuộc (Ret)            |
| Đỏ                       | Không phân hạng (DNQ)                    |
| Đen                      | Bị loại khỏi kết quả (DSQ)               |
| Trắng                    | Không xuất phát (DNS)                    |
| Trắng                    | Chặng đua bị hủy (C)                     |
|                          | Không đua thử (DNP)                      |
| Loại trừ (EX)            |                                          |
| Không đến (DNA)          |                                          |
| Rút lui (WD)             |                                          |
| Không tham gia (ô trống) |                                          |
| Ghi chú                  | Ý nghĩa                                  |
| P                        | Giành vị trí pole                        |
| Số mũ cao                | Vị trí giành điểm tại chặng đua nước rút |
| F                        | Vòng đua nhanh nhất                      |